# Talwar
Il Talwar (in hindi: तलवार; in punjabi: ਤਲਵਾਰ; in urdu: تلوار,), anche Talwaar o Tulwar, è un'arma bianca manesca del tipo spada tipica del subcontinente indiano, con lama ricurva, tagliente sul lato convesso, e impugnatura a una mano. Si tratta della variante indiana della scimitarra, sviluppatasi a seguito del contatto con popolazioni di etnia turca armante di Kilij (archetipo della scimitarra) diffusesi in India a partire dal XIII secolo.
Il Talwar è oggi una delle armi primarie del Gatka, arte marziale indiana, e, come la spada arcaica del Rajput, la khanda, è un simbolo del dio Shiva.

## Storia
Armi bianche manesche del tipo scimitarra vennero introdotte nel subcontinente indiano dagli invasori musulmani di etnia turca a partire dal XIII secolo: nel 1206 il mamelucco turco Qutb al-Din di Delhi fondava il Sultanato di Delhi), poi retto dalle dinastie turche dei Khalji (1290-1320) e dei Tughlak (1320-1413). Fu però solo con l'affermarsi dell'Impero Moghul turco-musulmano che l'uso di spade a lama ricurva si diffuse capillarmente in India. I primi talwar erano però prodotti già raffinati, lontani dalla linea archetipica del kilij in uso presso i turchi ottomani, con i quali il fondatore della dinastia Moghul, Tamerlano, si era scontrato ai primordi del XV secolo, e più vicini nella linea alle shamshir di produzione persiana. Grande promotore della diffusione di scimitarre fu il Gran Mogol Akbar (regno 1556-1605), per il cui ordine vennero inaugurate le celeberrime fucine moghul che avrebbero poi monopolizzato per secoli la produzione dell'acciaio wootz.
La sciabola di cavalleria leggera mod. 1796 dell'esercito britannico venne sviluppata partendo dal modello dei talwar in uso nel regno di Mysore al tempo del sultano Fateh Ali Tipu (regno 1782-1799).

## Costruzione
Rispetto all'archetipo del kilij ottomano, il talwar presenta delle caratteristiche deviazioni:
- La lama, sempre realizzata in ottimo acciaio Wootz, lunga e ricurva, con tagliente sul lato convesso e dorso solido, non presenta il contro-taglio caratteristico della scimitarra vera e propria. I modelli prodotti nelle contrade indiane meridionali (es. Regno di Mysore), sarebbe a dire i talwar veri e propri, hanno lama massiccia con curvatura uniforme. I modelli prodotti nelle fucine settentrionali (es. Lahore, nell'attuale Pakistan) risentono invece molto più dell'influenza persiana ed hanno lama con marcata curvatura in prossimità della punta che è lunga e molto acuminata come nella shamshir;
- L'impugnatura, interamente in metallo come tipico per le armi indiane, ha piccola guardia a crociera con parte centrale massiccia, cuspidata o lavorata in fogge zoomorfe (molto diffuso il muso di tigre). Dalla guardia diparte un arco para-mano che si congiunge al pomolo, sempre massiccio, spesso in foggia di disco.

Gli esemplari oggi parte del patrimonio museale mondiale sono armi quasi sempre realizzate per un'utenza nobile, con abbondanza di materiali pregiati (oro, argento, ecc.) e lame sempre decorate con agemina, koftgari ed incisioni. Arma in uso sia alle popolazioni musulmane che industane, il talwar può presentare citazioni coraniche o immagini della mitologia indiana.
Particolare tipologia di talwar sono i Dashavatari Talwar, scimitarre la cui lama è decorata da immagini religiose, normalmente distribuite su ambo i lati in formelle rettangolari lombate, con personaggi della mitologia indiana ricavati a bassorilievo ed arricchiti con oro a koftgari (interessante in questo senso un esemplare di talwar conservato presso l'Armeria Reale di Torino, cat. G. 341). Questa tipologia di armi ricorda molto le Shamshir Shikargar persiane, scimitarre decorate con scene di caccia, prodotte anche in India.